# La Javie
La Javie ist eine französische Gemeinde mit 374 Einwohnern (Stand 1. Januar 2022) im Département Alpes-de-Haute-Provence in der Region Provence-Alpes-Côte d’Azur. Sie gehört zum Kanton Seyne im Arrondissement Digne-les-Bains.
Sie grenzt im Norden an Verdaches (Berührungspunkt), im Nordosten an Beaujeu, im Osten an Prads-Haute-Bléone, im Süden an Draix, im Südwesten an Le Brusquet, im Westen an La Robine-sur-Galabre und im Nordwesten an Barles.
Durch La Javie fließt die Bléone.

## Bevölkerungsentwicklung
| Jahr      | 1962 | 1968 | 1975 | 1982 | 1990 | 1999 | 2008 | 2012 |
| --------- | ---- | ---- | ---- | ---- | ---- | ---- | ---- | ---- |
| Einwohner | 267  | 261  | 222  | 251  | 297  | 335  | 391  | 395  |